# 간징쯔구

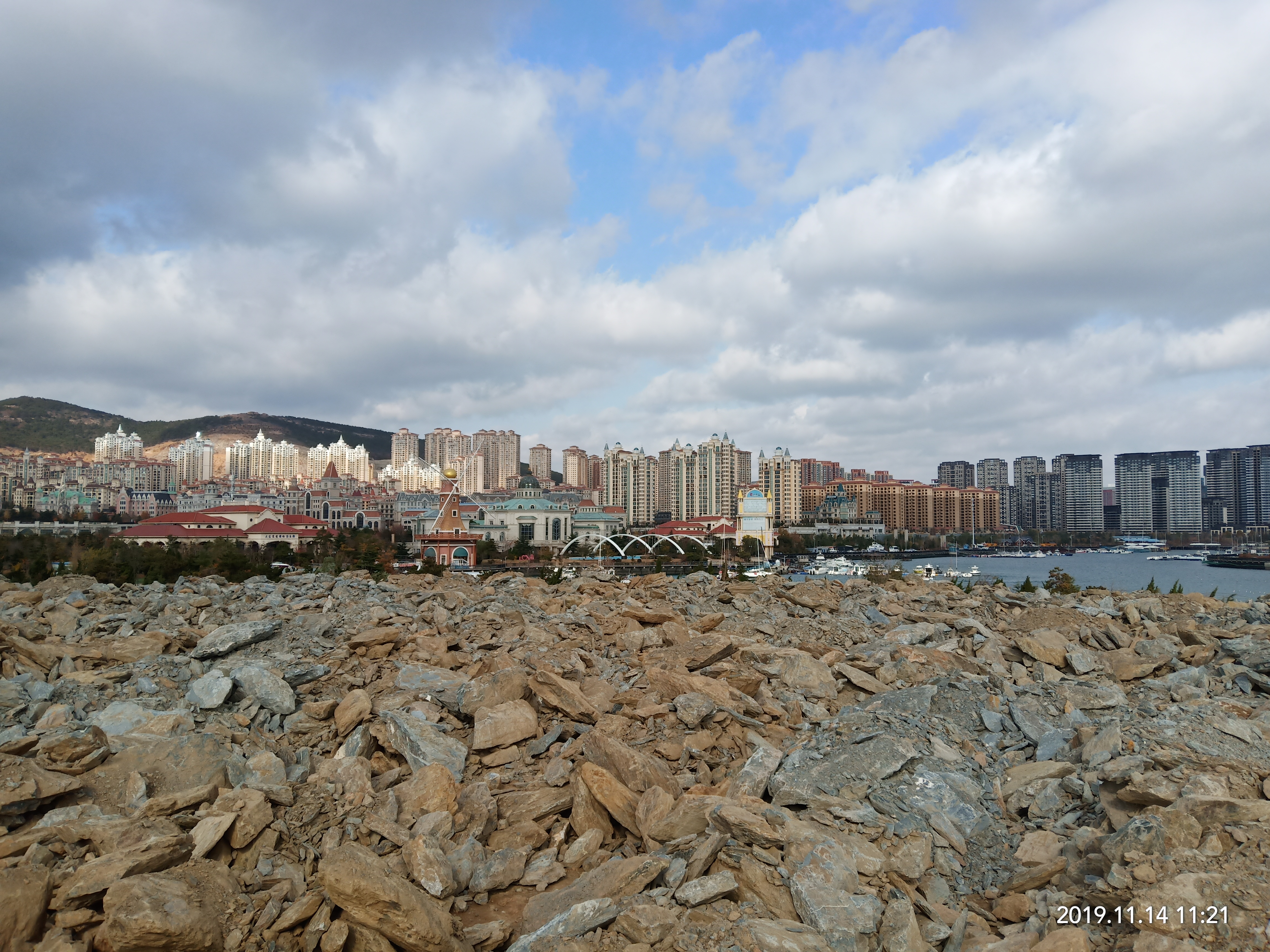

간징쯔구(한국어: 감정자구, 중국어: 甘井子区, 병음: Gānjǐngzi Qū)는 중화인민공화국 랴오닝성 다롄시의 행정구역이다. 넓이는 491km2이고, 인구는 2007년 기준으로 700,000명이다.

## 행정 구역
15개 가도를 관할한다.
- 가도: 机场街道, 周水子街道, 泡崖街道, 南关岭街道, 泉水街道, 凌水街道, 红旗街道, 大连湾街道, 辛寨子街道, 甘井子街道, 椒金山街道, 中华路街道, 兴华街道, 营城子镇, 革镇堡镇.